# Eliana Gaete
Eliana Gaete (Eliana Gaete Lazo; * 14. April 1932 in María Elena, Región de Antofagasta) ist eine ehemalige chilenische Hürdenläuferin, Sprinterin, Weitspringerin und Mittelstreckenläuferin.
Bei den Leichtathletik-Südamerikameisterschaften gewann sie 1947 in Rio de Janeiro Bronze im Weitsprung und 1949 in Lima Bronze über 80 m Hürden.
1951 siegte sie bei den Panamerikanischen Spielen in Buenos Aires über 80 m Hürden und holte Silber mit dem chilenischen Quartett in der 4-mal-100-Meter-Staffel.
1954 gewann sie bei den Südamerikameisterschaften in Rio de Janeiro Silber über 80 m Hürden. Bei den  Panamerikanischen Spielen 1955 in Mexiko-Stadt verteidigte sie ihren Titel über 80 m Hürden und holte Bronze mit der chilenischen 4-mal-100-Meter-Stafette. Im Jahr darauf folgte bei den Südamerikameisterschaften 1956 in Santiago Silber über 80 m Hürden und Bronze über 100 m.
1959 wurde sie bei den Panamerikanischen Spielen in Chicago Fünfte im Weitsprung, 1960 gewann sie bei den Iberoamerikanischen Spielen Bronze über 80 m Hürden, und 1963 wurde sie bei den Panamerikanischen Spielen in São Paulo Achte über 800 m.